# 梁俊一
梁俊一（Anson Leung Chun Yat，原名梁達祺，1979年10月12日—），1999年加入第 13 期無綫電視藝員訓練班後成為旗下藝員，曾為寰宇娛樂旗下藝人。曾拍攝多部得獎大電影和高收視電視劇以及為人熟悉的麥當勞廣告。而在《旺角黑夜》飾演角色任志彬，演出得到荷里活多份報章讚賞，監制方平和導演尔冬升亦多次表揚其表現。

## 演出作品

### 電影
- 2003年：《賭俠之人定勝天》郑伟文导演  飾恆仔
- 2003年：《雙雄》陳木勝導演  飾 阿棠
- 2003年：《Miss 杜十娘》高志森導演   飾狗仔
- 2004年：《旺角黑夜》尔冬升導演 飾 任志彬
- 2004年：《死亡寫真》彭順導演 飾 家寶 　(男一)
- 2005年：《三岔口》陳木勝導演  飾 重案組警探
- 2006年：《半醉人間》晴朗導演 飾 阿一
- 2006年：《談談情?說說性》陈志舜導演 飾 陶兵
- 2007年：《雙龍記》张晓枫 李绍源導演 飾 梁春
- 2007年：《男兒本色》陳木勝導演 飾 阿俊
- 2009年：《同門》邱礼涛導演 飾 文拯
- 2009年：《風云II 》彭氏兄弟導演 飾 絕地
- 2010年：《奪命金》杜琪鋒導演 飾 搶劫匪關達文
- 2010年：《車手》郑保瑞導演 飾 車手
- 2010年：《追凶》彭發導演  飾 驗屍官
- 2010年：《最危險人物》梁德森導演 飾 軍警恒仔
- 2011年: 《拼命三娘》阿建導演 飾 張竟  (男一)
- 2011年: 《拳王》楊志堅導演 飾日本軍官山田純一  (反一)
- 2011年: 《隨心所愛》宋奇導演 飾 高峰  (男一)
- 2012年: 《戀愛之城之愛在響螺彎》金琛、藏溪川導演 飾 胡杰
- 2016年: 《我的黑道妹妹》(網絡電影)
- 2016年: 《詭咒》
- 2016年: 《我的黑道妹妹2之殺手悲歌》(網絡電影)
- 2018年: 《香港大营救》
- 2019年: 《太白剑》(網絡電影)
- 2022年: 《三生三世花之殇》(網絡電影)

### 電視劇
- 2000年：《男親女愛》 飾 裝修佬
- 2004年：《功夫足球》 飾 花弄影 (男二)
- 2005年：《阿有正傳》 飾 阿旺  (男二)
- 2007年：《詠春》 飾 梁春  (男二)
- 2008年：《火蝴蝶》 飾 章學禮   (男二)
- 2010年：香港電台電視劇《火速救兵》 飾 劉君池 (男一)
- 2012年：《代號九耳犬》 飾 童虎   （男一）
- 2012年：《女人幫。妞兒》 飾 阿J  (網絡劇)
- 2014年：《青年醫生》 飾 金舸
- 2015年：《超霸花神》(網絡劇)
- 2016年：《醫館笑傳2》飾 楊宇軒
- 2021年：《啼笑書香》(2014年拍攝) 飾  武威
- 2022年：《狮子山下的故事》飾 明周

### 舞臺劇
- 舞臺劇《方舟東游記》（2007年）
- 舞臺劇<唯獨祢是王>  (2010年)

### 音樂作品
- 《火蝴蝶》插曲　 《愛放開》
- 《紅黑皇布道會》主題曲 《活著就是祭》
- 音樂舞台劇《THE ONLY KING 2010》《唯獨你是王》 飾 大衛的爸爸耶西、大祭司亞希米勒和長老

### 廣告
- 痘痘零調理食品(代信人)
- 果汁先生(代信人)
- 百樂牌原子筆(代信人)
- 衛訊電訊(代信人)
- 日本“太八郎”品牌“功夫小子”系列眼鏡(代信人)
- 雪碧冰薄荷(中國代信人)  (合作明星：吳鎮宇)
- 麥當勞廣告代信三部曲:
- 2005年麥當勞 “Meet the Parent” (香港) (代信人)
- 2006年麥當勞 “Magic” (香港) (代信人)
- 2007年Wedding Abroad (香港) (代信人)

### MV
- [江若琳] - 《撒嬌》

## 外部連結
1. ↑  .   [2018-01-05]. （原始内容存档于2009-12-30）.